# Житловский, Хаим Осипович
Хаим Осипович Житловский (идиш חײם זשיטלאָװסקי‎; 19 апреля 1865, Ушачи, Витебская губерния, Российская империя — 6 мая 1943, Калгари, Канада) — российский политический деятель, участвовавший в социалистическом и еврейском территориалистском движениях, писатель, литературный критик и мыслитель. Пропагандист культуры и языка идиш, вице-президент Конференции по идишу (идиш קאָנפֿערענץ פֿאָר דער ייִדישער שפּראַך‎) в Черновцах в 1908 году.

## Биография
Хаим Житловский родился 19 апреля 1865 года в Ушачи, Витебская губерния. Происходил из состоятельной хасидской семьи Иосифа-Евсея Шнеур-Залмановича Житловского и Хавы-Хаси Мовшевны Вайнштейн. Учился в известной иешиве в Воложине. С 1880-х годов — участник народовольческого движения.
В эмиграции с 1887 года. Изучал марксизм в Германии, откуда был выслан по Исключительному закону против социалистов. Проживал преимущественно в Берне (Швейцария). Один из создателей Партии социалистов-революционеров и Социалистической еврейской рабочей партии.
В США проживал с 1908 года. В 1916—1917 годах формально вступил в социал-демократическую партию Поалей Цион. В 1941 году возглавил Еврейский комитет учёных, писателей и артистов.
Внук — американский химик Теодор Шедловский.

## Произведения
- Мысли об исторических судьбах еврейства. — Москва, 1887. — 128 с.
- Еврей к евреям / [Соч.] Е. Хасина [псевд.]. — Лондон: Фонд рус. вольн. прессы, 1892. — 58 с.
- Социализм и борьба за политическую свободу: Ист.-крит. очерк / [Соч.] С. Григоровича [псевд.]. — Лондон: Союз рус. социалистов революционеров, 1898. — [2], 120 с.
- Социализм и национальный вопрос. — Киев-Петербург: Книгоиздательство "СЕРП", 1906. — 87 с.
- Материализм и диалектическая логика. — Москва: Новое т-во, 1907. — 55 с.